# Libnotes (Laosa) noctipes
Libnotes (Laosa) noctipes is een tweevleugelige uit de familie steltmuggen (Limoniidae). De soort komt voor in het Oriëntaals gebied.